# Karori
Karori est une banlieue située à l'ouest de la zone urbaine de Wellington, dans le sud de l’Île du Nord de la Nouvelle-Zélande.

## Situation
La banlieue de Karori est localisée à 4 km du centre-ville de Wellington .

## Population
C’est l'une des plus importantes banlieues de la Nouvelle-Zélande avec une population de plus de 14 000 habitants au recensement de 2013.

## Nom
Le nom de Karori signifie « la corde des collets à oiseaux » (the rope of bird snares) en langue maorie.

## Histoire
La zone était habitée par les Maoris, quand le premier colon Européen arriva à Karori en 1840, après avoir acheté du terrain à la New Zealand Company. Ce premier colon fut John Yule, originaire de Glasgow. il défricha 20 acres de forêt sur sa section avec son jeune frère Moses et le mit en vente en décembre 1841, :9.
En 1845, dix sections de 100 acres chacune, furent mises en vente et à nouveau subdivisées alors que le village de Karori avait déjà 215 habitants enregistrés dont 109 résidents de moins de 14 ans:11.
Un petit poste fortifié fut construit en 1845 par un groupe armé de la police de Wellington, connu sous le nom The Stockade, en réponse aux craintes d’une attaque des Maoris révoltés se trouvant à proximité. Alors qu’il n’y avait pas d’attaque, the stockade fut utilisé par l’église et pour écraser du grain:15. Le stockade était situé sur les terres de Mr Chapmans, à environ mi-chemin de ce qui est maintenant Marsden Avenue.
Le premier hôpital psychiatrique de Wellington y fut construit en 1854:17. Vers 1871, il y avait 23 internés et il fonctionnait avec une équipe non qualifiée ; la première surveillante et son mari en furent démis en 1872 en raison de leur cruauté.
En 1873, l'asile fut ensuite déplacé vers le site de l’actuelle maison du Gouvernement House. Le site de l’hôpital psychiatrique fut réutilisé pour la construction de l’école de Kaori en 1875:23.
Le village de Karori de 1850 fut décrit par Frederick Mackie dans son livre Traveller under concern:
la promenade était hautement romantique. La route est taillée dans les flancs de collines abruptes couvertes de forêts. La route venteuse, la déclivité marquée, la forêt au-dessus et en dessous de vous, et le murmure continuel des torrents perçus dans les profondeurs étaient très plaisant, une nouvelle cour, une nouvelle scène et des objets frais étaient portés à la vue. En un endroit, j’obtenais une vue d’ensemble du mouillage, qui aujourd’hui est comme un lac brillant, vitreux, et derrière la chaîne émoussée couverte de neige des Rimutaka et Tararuas, partiellement étincelant dans le soleil et en partie noyé dans les nuages.

### La ruée vers l’or de Karori Gold Rush
Karori fut le théâtre d’une ruée vers l’or quand une intense activité de prospection s'installa dans la partie supérieure de la vallée du torrent Kaiwharawhara entre 1869 et 1873. Cette activité conduisit à la construction en aval du barrage de Karori en 1873.
Au maximum de la ruée, il y avait environ 200 hommes qui y travaillaient, creusant des puits et remuant sur 500 pieds de long les chemins menant dans les collines:29.

### Croissance et subdivision
En 1888, 34 sections les plus proches de la ville, allant de l’actuelle Ponsonby Road jusqu’à Cooper Street furent achetées par un syndicat et préparées pour la vente par la construction de routes, qui furent dénommées pour les différents membres de l’association et leurs familles Une campagne de promotion fut réalisée, comprenant des bus gratuits à partir de « Manners Street » et l’écriture de poèmes tels que:
In far-famed New Zealand, the evergreen free land

Most favoured and beautiful Queen of the wave, 

Where the sun ever smiling, bad weather beguiling, 

Brightly shines on the face of the honest and brave.

Tho' for Europe's bold races there are plenty of places

Adapted as homes for the great and the small, 

Yet, for onward progressing and bountiful blessing

There is one whose position is far before all.

So haste where kind Nature's arrayed in her glory, 

To pleasant, romantic, suburban Karori.":30–31

### Le Borough de Karori
Karori fut déclaré borough en 1891 à la suite d’une pétition en sa faveur ayant recueilli 123 signatures. Une contre pétition fut aussi déposée avec 41 signatures:31–32.

#### Liste des maires du Borough de Karori
| #  | Nom               | Terme      |
| -- | ----------------- | ---------- |
| 1  | Stephen Lancaster | 1891–1894  |
| 2  | Richard Bulkley   | 1894–1901  |
| 3  | F.J. McDonald     | 1901–1902  |
| 4  | E.C Farr          | 1902       |
| 5  | J.B. Tarr         | 1902–1903  |
| 6  | W.H. Tisdall      | 1903–1904  |
| 7  | A.C. Pearce       | 1904–1908  |
| 8  | C. A. Dasent      | 1908–1911  |
| 9  | C. Cathie         | 1911–1914  |
| 10 | W.T Hildreth      | 1914–1915  |
| 11 | B.G.H. Burn       | 1915–1920u |

### Incorporation à la cité de Wellington
Wellington et Karori s’étendant l’une vers l’autre, les deux zones urbaines finir progressivement par se rejoindre, aidés par la construction du tunnel de Karori en 1901 et finalement le ‘borough de Karor’i fut incorporé dans la’ City of Wellington’ en 1920.

## Installations de la ville

### Parcs et réserves
- Le Sanctuaire animalier de Karori (auparavant Karori Wildlife Sanctuary) est un projet d’enclos pour la restauration de la flore et de la faune d'origine avant l’installation de l'homme[12].
- Le Parc Karori, sur Karori Road, est un terrain de sport destiné au football et au cricket avec des vestiaires et un terrain de jeu[13].
- Le Parc Ben Burn, sur Campbell Street est un terrain de football et de cricket avec des vestiaires, des salles de musculation, un terrain de jeux et une surface artificielle pour le cricket[13].
- La Réserve de Wrights Hill au sud de Karori est plus particulièrement destinée au vélo tout-terrain, à la marche et à la visite de la forteresse de Wrights Hill (en) avec son réseau de tunnels et d’affuts de canons dominant la vallée[14].

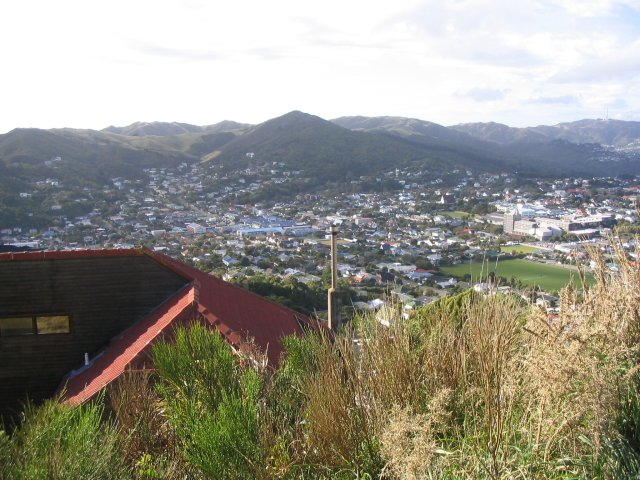
Extrémité de la ville de Karori vue à partir de Wrights Hill

- Le parc de VTT du pic de Makara (en) dans le sud de Karori a plus de 40 km de pistes et de chemin de randonnée aménagés par la Mountain biking community et reconnu mondialement comme une zone destinée à la pratique du vélo tout terrain[15].

### Piscine de Karori
La piscine de Karori est un complexe moderne indoor de natation avec un bassin chauffé de 25 mètres, un bassin pour l’apprentissage de la natation, une pataugeoire pour les enfants qui commencent à marcher, un spa et un toboggan aquatique de 30 mètres de long. La piscine était initialement une structure extérieure inaugurée en 1936. La piscine fut transformée en bassins couverts en 2001 et des travaux supplémentaires furent effectués en 2010 avec l’ajout de toboggan. La piscine est le domicile du club des ‘Karori Pirates swimming club’.

### Commerce
Le centre de Karori possède un centre commercial.

### Bibliothèque
La bibliothèque de Karori ouvrit pour la première fois en 1840 dans le hall de la communauté sur le site actuel de la bibliothèque sur Karori Road. En novembre 2005, la bibliothèque actuelle sur deux étages et un café furent ouverts.

### Églises et cimetières
Le cimetière de Karori (en) est, en avril 2016, probablement le deuxième plus grand et plus ancien de Nouvelle-Zélande. Il fut ouvert en 1891 et a remplacé le parc du mémorial de Bolton street (en) comme lieu principal pour les inhumations des habitants de Wellington. Il couvre 100 acres soit 40 hectares. La Petite Chapelle contient de magnifiques vitraux conçus par Wilhelmina Geddes.
Le cimetière contient 267 personnes du Commonwealth War Graves Commission tombées au service du Commonwealth durant la Première Guerre mondiale et 123 personnes tuées pendant la Seconde Guerre mondiale, avec des zones séparées pour chaque guerre, les parcelles étant reliées par le Wellington Provincial Memorial (en forme d’arches avec une voute cintrée), commémorant les 65 soldats de la Première Guerre mondiale et 20 militaires de la Deuxième Guerre mondiale du District militaire de Wellington morts à l’étranger sans tombe connue (la plupart ayant été immergés en mer).
Le cimetière de Karori fut fermé en 1965 pour une extension mais des enterrements continuent par intermittence dans les tombes existantes.
La chapelle Futuna (en), construite en 1961 par la Société de Marie, fut récompensée par la médaille d’or du New Zealand Institute of Architects comme le meilleur bâtiment de l’année 1968. La chapelle fut sécularisée en 2000 et vendue à un promoteur qui avait prévu d'utiliser le terrain pour y construire des habitations. Le bâtiment fut sauvé quand il fut inscrit sur la liste du patrimoine. Il fut restauré par le Charitable Trust.
Les autres églises de Karori sont :
- L’église Anglicane de Karori[25] ;
- L’église Baptiste de Karori[26] ;
- L’église Catholique St Theresa[27] ;
- L’église de l’Union St Anselms[28] ;
- L’église St Ninians Uniting[29] ;
- L’église Anglicane St Mary[30].

## Transports publics
Les routes de Karori sont desservies par les trolleybus du parc de Karori qui ont remplacé l’ancien tramway qui cessa son activité en 1954. Pendant plusieurs années, les véhicules ont circulé sur la route 12 vers Courtenay Place, maintenant désignée comme la route 3, traversant Lyall Bay via le centre de la cité. Le service en semaine est au mieux toutes les 10 minutes ce qui en fait le service le plus fréquent de toutes les lignes de Wellington. Les autres lignes desservant la banlieue sont le 17, qui circule à travers la banlieue de Kelburn vers Thorndon et la station de chemin de fer, la ligne 18, qui dessert l'est de la banlieue et passe à travers Te Aro, la ligne 21, qui circule en remontant Birdwood St et en descendant Campbell St, et la ligne 47 qui circule en direction du centre commercial de Johnsonville.
Il y a aussi un bus express : le Karori sud et Karori ouest.

## Éducation

### Zones scolaires
Karori est dans le secteur de recrutement du collège de Wellington (en), du collègue de filles de Wellington (en), du Wellington High School (en), du collège St Oran, de l'école normale de Karori West.

### Université
L’ancien campus de Karori de l’Université Victoria de Wellington, situé sur Donald Street, fut le site de la « Faculté d’Éducation » jusqu’en 2016, quand la faculté s’est déplacée vers le campus de Kelburn.

### Écoles secondaires
L'école collégiale Samuel Marsden (en) est une école composite privée anglicane pour filles, située sur Karori Road dans Marsden Village. Elle offre un enseignement jusqu’à l’année 13. En 2014, elle avait un effectif de 502 élèves.

### Écoles primaires
Il y a trois écoles primaires dans la banlieue de Karori.
St Teresa's School, qui a un décile de 10 assure le primaire ; c'est une école intégrée au public, mais qui concerne surtout la population catholique de la banlieue. En 2014, elle avait un effectif de 178 élèves.
Karori West Normal School a un décile de 10. C’est une école publique assurant tout le primaire, située dans Allington Road, qui dessert l’extrémité ouest de la banlieue. En 2014, elle avait un effectif de 461 élèves.
Karori Normal School a un décile de 10. C’est une école d’État assurant tout le primaire située dans Donald Street, qui dessert l’est et le centre de la banlieue. Elle fut fondée en 1857 et est la seconde école la plus importante assurant tout le primaire de la Nouvelle-Zélande avec un effectif de 745 élèves en 2014. Elle a un terrain de course artificiel, deux aires de jeux, 35 salles de classe réparties sur quatre bâtiments, un terrain bétonné et un terrain en herbe. Les élèves des classes 1 à 8 y suivent les cours. L’auteure Katherine Mansfield a suivi les enseignements de l’école de 1895 à 1898 ; un mémorial y est disposé devant un arbre où elle a écrit l’une de ses histoires. le lieu s'appelle le « terrain Katherine Mansfield ».

### Établissements pré-scolaires
Il y a de nombreuses crèches dans Karori, comprenant :
- Karori Playcentre
- Marsden Preschool
- Karori Kindercare[35].
- Donald Street Preschool [36].
- Karori Kids Preschool[37].
- Karori Childcare Centre[38].
- Karori Plunket Creche
- St Mary’s Early Childhood Education Centre[39].

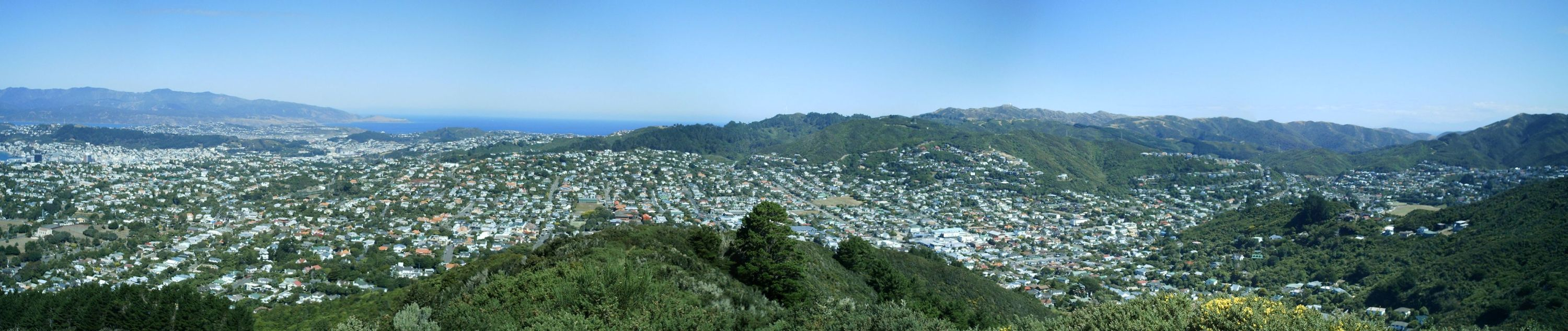
Karori vu de ‘Johnsons Hill’

- Sunshine Kindergarten.
- Kiwi Kids Preschool.